# Iochroma coccinea
Iochroma coccinea är en potatisväxtart som beskrevs av Christoph Scheidegger. 
Iochroma coccinea ingår i släktet Iochroma och familjen potatisväxter. Inga underarter finns listade i Catalogue of Life.